# إفياني جورج
إفياني جورج (بالإنجليزية: Ifeanyi George)‏ هو لاعب كرة قدم نيجيري في مركز الهجوم، ولد في 22 نوفمبر 1993 في اومواهیا في نيجيريا، وتوفي في 22 مارس 2020. شارك مع منتخب نيجيريا لكرة القدم.

## وصلات خارجية
- إفياني جورج على موقع قاعدة بيانات كرة القدم.إي يو (الإنجليزية)
- إفياني جورج على موقع Soccerway.com (الإنجليزية)